# Limenitis rilocola
Limenitis rilocola är en fjärilsart som beskrevs av Adalbert Seitz 1908. Limenitis rilocola ingår i släktet Limenitis och familjen praktfjärilar. Inga underarter finns listade i Catalogue of Life.